# Barghash bin Said
El sàyyid Barghaix ibn Saïd Al Bu-Saïd (àrab: سيد برغش بن سعيد آل بو سعيد, Barḡax b. Saʿīd Āl Bū Saʿīd) o, senzillament, Barghaix (1837 - Zanzíbar, 27 de març de 1888) fou soldà de Zanzíbar (1870–1888).
El 1856, a la mort del seu pare Sàyyid Saïd ibn Sultan, va intentar assolir el poder sense èxit. Va fer un nou intent també fracassat el 1859, quan van intervenir els britànics que el van derrotar i el van enviar a l'exili a Bombai durant dos anys.
Va succeir el 7 d'octubre de 1870 al seu germà Màjid ibn Saïd (1856–1870) i inicialment els britànics li van donar suport però aviat el sultà es va oposar a la supressió de l'esclavatge, ja que rebia el principal suport dels mawla ibadites que s'oposaven a la ingerència estrangera. El 1872 va restaurar la indústria del clau després d'un cicló. També va organitzar la importació de cereals a bon preu i va portar aigua potable a l'illa.
El 1873 fou obligat a suprimir tots els mercats d'esclaus i prohibir tota exportació fins i tot dins el seu propi estat, política poc popular a les illes. Després fou convidat a visitar Londres. El 1876 es van prohibir les caravanes d'esclaus i el 1877 el britànic Lloyd Williams Matthews (després Sir i que va arribar a visir del sultanat del 1890 al 1901) (1851-1901) va crear una força africana per vigilar. El cònsol britànic John Kirk (1870-1886) es va guanyar la confiança del sultà i va esdevenir el personatge més influent del país fins a la seva substitució per Claude Maxwell Macdonald el 1886.
Negociacions amb Sir William Mackinnon sobre una concessió del país entre la costa i el Victòria-Nyanza, van fracassar el 1877, i el resultat fou la pèrdua de la influència de Zanzíbar a la zona continental. El 1881 va proposar a la Gran Bretanya que fos garant de la continuïtat dinàstica i exercís la regència en cas de morir un sultà deixant un hereu menor d'edat, però la proposta fou rebutjada. El 1884 els alemanys (Karl Peters) van signar tractats amb dotze caps dels qui Barghash pretenia ser el sobirà, en territoris en la ruta comercial cap a Tabora i Ujiji; el 1885 Alemanya va establir el protectorat a Witu i les protestes del soldà van ser respostes amb la presència de cinc vaixells de guerra alemanys i un ultimàtum que va haver d'acceptar per manca de suport britànic, en el marc de la revolta Abushiri. Llavors es va reunir una comissió de britànics, alemanys i francesos per determinar on s'estenia realment la sobirania del sultà al continent, determinant una estreta franja, decisió que va haver d'acceptar.
Va morir poc després, a la tornada d'un viatge a Oman, i el va succeir el seu germà Khalifah bin Said (1888–1890).